# قومية جزائرية
القومية الجزائرية (بالإنجليزية: The Algerian Nationalism) هي نظام سياسي واجتماعي واقتصادي يتميز بتعزيزه مصالح الدولة الجزائرية، وخاصة بهدف كسب والحفاظ على الحكم الذاتي، أو السيادة الكاملة، على وطن الجماعة. وبالتالي، فإن الإيديولوجية السياسية ترى أن على الأمة الجزائرية أن تحكم نفسها، بعيدا عن التدخل الخارجي غير المرغوب فيه، وترتبط بمفهوم تقرير المصير. وتهدف القومية أيضا نحو تطوير والحفاظ على الهوية الوطنية القائمة على الخصائص المشتركة مثل الثقافة واللغة والإثنية والدين والأهداف السياسية أو الاعتقاد في السلف المشترك. ولذلك تسعى القومية إلى الحفاظ على ثقافة الأمة. وكثيرا ما ينطوي أيضا على شعور بالفخر بإنجازات الأمة، ويرتبط ارتباطا وثيقا بمفهوم الوطنية الجزائرية
من وجهة نظر سياسية أو تاريخية، هناك ثلاثة نماذج فكرية رئيسية لفهم أصول وأساس القومية. الأول، المعروف باسم البدائية أو المعمرة، يرى القومية كظاهرة طبيعية. وهي ترى أنه على الرغم من أن مفهوم الأمة قد يكون حديث العهد، غير أن الأمم كانت موجودة دائما. والنموذج الثاني هو الإثنوسيمبولية، وهو منظور معقد يسعى إلى تفسير القومية الجزائرية من خلال سياقه على مر التاريخ كظاهرة دينامية وتطورية وبمواصلة دراسة قوة القومية نتيجة لروابط الدولة الذاتية بالرموز الوطنية المشبعة بالمعنى التاريخي. النموذج الثالث والأكثر هيمنة هو الحداثة، التي ترى القومية كظاهرة حديثة تحتاج إلى الظروف الهيكلية للمجتمع الحديث كي تخرج للوجود.
القومية الجزائرية تشير إلى القومية والنزعة الوطنية التي تجمع الجزائريين عموماً، بتاريخهم وحضارتهم العربية الامازيغية الاطلنطية وكذلك دولتهم المحروسة، وهي قومية مدنية وتؤكد على وحدة الجزائريين بغض النظر عن أي اعتبارات أخرى عرقية والتي تؤكد ولائهم وخدمتهم لمصلحة وطنهم الجزائر دون غيرها،
و كذلك وفق ما تحدده مبادئ القومية الجزائرية السامية التي تضمن المفاهيم الفلسفية والفكرية والحضارية الثقافية التي يقوم عليها كيان المجتمع الجزائري.
هي القومية التي تجمع كل الجزائريين والتي تشير إلى انتماء كل مواطن جزائري إلى الوطن الجزائري والافتخار بقومية الجزائر وحدها دون غيرها والولاء لها فقط
و هي التي تقول ان الشعب الجزائري هو شعب يفتخر بوطنه الجزائر دون غيره في اطار الجزائر وذلك وفق ما تحددها مبادئها المحددة في كتاب «القومية الجزائرية».

## القومية الجزائرية في مكافحة الاحتلال

### الحركات السياسية «القومية الجزائرية 1830-1954»
القومية الجزائرية هي قومية الجزائريين وثقافة جزائرية، تؤكد على أن الجزائريين أمة واحدة وتعزز من وحدتهم. ظهرت الحركات الوطنية الجزائرية لأول مرة بعد الحرب العالمية الأولى خلال الإحتلال الفرنسي، أدت إلى اندلاع حرب الاستقلال في البلاد عام 1954. وهي تتضمن اتجاهين سياسيين: الإصلاحيين من ناحية والانفصاليين من جهة أخرى. وتستلهم القومية الجزائرية من بن باديس الذي عارض الاستعمار الفرنسي في الجزائر.

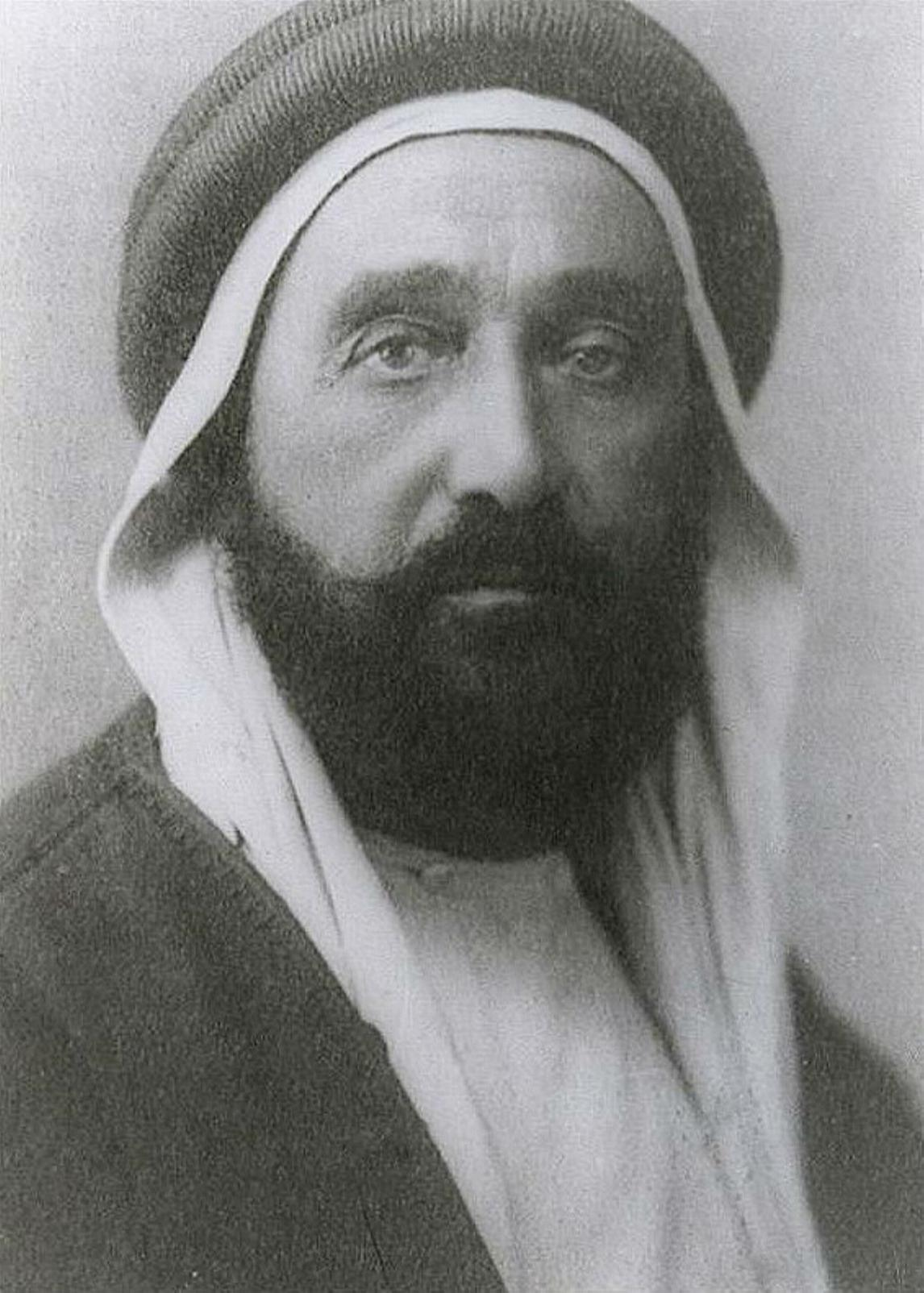
الأمير خالد.الحاج علي عبد القادرمصالي الحاج

في وقت الحرب العالمية الأولى ظهر جيل جديد من القادة المسلمين بالجزائر، ونما إلى مرحلة النضج خلال 1920 و1930. وهم يتألفون من فئة صغيرة ولكنها مؤثرة من «إيفولويس»، وجزائريين آخرين الذين شكلوا تصوراتهم لأنفسهم وبلدهم من خلال تجارب الحرب، ومجموعة من الاصلاحيين والعلماء الدينيين. وكان بعض هؤلاء الناس من أفراد العائلات الإسلامية الغنية القليلة التي تمكنت من إلقاء الضوء على نفسها في النظام الاستعماري في تسعينات القرن التاسع عشر، ونجحت بصعوبة في الحصول على أصواتها في التعليم الفرنسي الذي يطمح إليه الجزائريون التقدميون. وكان آخرون من بين 173 ألف جزائري خدموا في الجيش الفرنسي خلال الحرب العالمية الأولى أو مئات الآلاف من الذين ساعدوا جهود الحرب الفرنسية من خلال العمل في المصانع. بقي العديد من الجزائريين في فرنسا بعد عام 1918، وأرسلوا الأموال التي حصلوا عليها إلى أقاربهم في الجزائر. في فرنسا أصبحوا يدركون مستوى معيشة أعلى من أي شيء عرفوه في ديارهم والمفاهيم السياسية الديمقراطية، التي يأخدها الفرنسيون في فرنسا، والتي يرفض الكولون والجنود والبيروقراطيون تطبيقها على الأغلبية المسلمة في الجزائر. كما أصبح بعض الجزائريين على دراية بالنزعة القومية العربية المتزايدة في الشرق الأوسط.واحدة من أقدم حركات الإصلاح السياسي كانت مجموعة اندماجية، الشباب الجزائريون (Jeunese Algérienne). أعضاءها مستمدة من النخبة الصغيرة المتعلمة جيدا من الطبقة المتوسطة تطورت والذين طالبوا بفرصة لإثبات أنهم فرنسيون وكذلك مسلمون. في عام 1908 سلموا إلى رئيس الوزراء الفرنسي جورج كليمنسيو التماسا والذي أعرب معارضة في ظل الوضع الراهن لسياسة مقترحة تجند المسلمين الجزائريين في الجيش الفرنسي. ومع ذلك، إذا كانت الدولة تمنح الجنسية الكاملة للمسلمين، استمر الالتماس، فسوف يتم إسقاط معارضة التجنيد. في عام 1911، بالإضافة إلى المطالبة بمعاملة تفضيلية ل «عناصر الفكرية في البلاد»، ودعا المجموعة انتهت إلى وضع حد للضرائب غير متكافئة، وتوسيع حق الانتخاب المزيد من المدارس، وحماية الملكية الأصلية. وأضاف الجزائريين الشباب صوتا كبيرا في الحركة الإصلاحية مناهضة السياسة الاستعمارية الفرنسية التي بدأت في عام 1892 واستمرت حتى اندلاع الحرب العالمية الأولى في نسبة مكافأة المسلمين الذين قاتلوا وماتوا من أجل فرنسا، عين كليمنصو الاصلاحي شارل جونارت كحاكم عام. وأدت الإصلاحات التي صدرت في عام 1919 والمعروفة بقانون جونارت إلى توسيع عدد المسلمين المسموح لهم بالتصويت لحوالي 425,000 شخص.
وكان القائد المسلم الأكثر شعبية في الجزائر بعد الحرب هو خالد الهاشمي، حفيد عبد القادر وعضو في الشباب الجزائريون، رغم أنه اختلف مع بعض أعضاء المجموعة حول قبول قانون جونارت. بعض الشباب الجزائريين كانوا على استعداد للعمل ضمن الإطار الذي وضعته الإصلاحات، ولكن الأمير خالد، كما كان معروفا، واصل الضغط من أجل برنامج الشباب الجزائريون الكامل. وقد تمكن من الفوز بالانتخابات الانتخابية في الجزائر العاصمة وبث الحيوية في الخطاب السياسي مع دعوته للإصلاح والاستيعاب الكامل، ولكن بحلول عام 1923 كان متعبا من النضال وغادر الجزائر، ثم إنعزل في نهاية المطاف في دمشق.
وشكل بعض الجزائريين الشباب في عام 1926 اتحاد المنتخبين الأصليين (Fédération des Élus Indigènes, FEI)، حيث انضم العديد من أعضاء المجموعة السابقة إلى دائرة المسلمين المؤهلين لشغل المناصب العامة. وكانت أهداف الاتحاد هي استيعاب المبعوثين في المجتمع الفرنسي، مع المواطنة الكاملة ولكن دون تسليمهم وضعهم الشخصي كمسلمين، وإدماج الجزائر في نهاية المطاف كمقاطعة كاملة في فرنسا. وتشمل الأهداف الأخرى المساواة في الأجر عن العمل المتساوي للموظفين الحكوميين، وإلغاء القيود المفروضة على السفر من فرنسا وإليها، وإلغاء قانون الأهالي (الذي أعيد إصداره في وقت سابق)، والإصلاح الانتخابي.
وكانت المجموعة الأولى التي تدعو إلى الاستقلال الجزائري هي «نجم شمال أفريقيا». وكانت المجموعة في الأصل مجموعة تضامن شكلت في عام 1926 في باريس لتنسيق النشاط السياسي بين العمال في شمال أفريقيا في فرنسا والدفاع عن «المصالح المادية والأخلاقية والاجتماعية للمسلمين في شمال أفريقيا». وكان من بين القادة أعضاء في الحزب الشيوعي الفرنسي واتحاده العمالي، وفي السنوات الأولى من الكفاح من أجل الاستقلال قدم الحزب الدعم المادي والمعنوي. وأعلن أحمد مصالي الحاج الأمين العام للنجم عن مطالب المجموعات في عام 1927. وبالإضافة إلى الاستقلال عن فرنسا، دعا النجم إلى حرية الصحافة وتكوين الجمعيات، والبرلمان المختار من خلال الاقتراع العام، ومصادرة العقارات الكبيرة، ومؤسسة المدارس العربية. تم حظر النجم لأول مرة في عام 1929 وعمل تحت الأرض حتى عام 1933 عندما أعيد تشكيلها مع رئيس مصالي الحاج، الأمين العام إيماش عمار وبلقاسم رجف أمين الصندوق. ووصلت جريدة «العولماء» إلى 43500 جريدة. تأثر مصالي بالأفكار القومية العربية للدروز اللبناني شكيب أرسلان، بعيدا عن الدعم الشيوعي لنظرة قومية أكثر، حيث هاجم الحزب الشيوعي الفرنسي النجم. وعاد إلى الجزائر لتنظيم العمال الحضريين والمزارعين الفلاحين، وفي عام 1937 أسس حزب الشعب الجزائري (حزب الشعب الجزائري) لتعبئة الطبقة العاملة الجزائرية في الداخل وفي فرنسا لتحسين وضعها من خلال العمل السياسي. بالنسبة لمصالي الحاج، الذي حكم اتفاقية شراء الطاقة مع يد الحديد، كانت هذه الأهداف لا يمكن فصلها عن النضال من أجل الجزائر المستقلة التي ستنصهر القيم الاشتراكية والإسلامية.
استلهمت حركة الإصلاح الإسلامي في الجزائر من الإصلاحيين المصريين محمد عبده ومحمد رشيد رضا وشددت على الجذور العربية والإسلامية للبلاد. وبدءا من عشرينات القرن الماضي، عزز علماء الإصلاح، علماء الدين، تطهير الإسلام في الجزائر والعودة إلى القرآن والسنة. وفضل المصلحون اعتماد أساليب حديثة للتحقيق، ورفضوا الخرافات والممارسات الشعبية في الريف، والإجراءات التي جعلتهم في مواجهة مع المرابطين. نشر المصلحون الدوريات والكتب الخاصة بهم، وأنشأوا مدارس إسلامية حديثة حرة شددت على اللغة والثقافة العربية كبديل للمدارس التي يديرها المسلمون لسنوات عديدة من قبل الفرنسيين. وفي ظل القيادة الديناميكية لعبد الحميد بن باديس، نظم العلماء الإصلاحيين جمعية العلماء المسلمين الجزائريين في عام 1931. وعلى الرغم من أن دعمهم يتركز في منطقة قسنطينة، فقد أصابت جمعية أوما جمعية وترية استجابة بين الجماهير الإسلامية، التي كانت لها علاقات أوثق من المنظمات القومية الأخرى. كما اكتسب الإصلاحيون الشعبيون الشعبية والنفوذ، ردت السلطات الاستعمارية في عام 1933 من خلال رفض السماح لهم بالتبشير في المساجد الرسمية. أثار هذا التحرك وما شابه ذلك عدة سنوات من الاضطرابات الدينية المتقطعة.
التأثيرات الأوروبية كان لها بعض التأثير على الحركات السياسية الإسلامية الأصلية لأن فرحات عباس ومسالي حاج حتى مع وجهات النظر المعاكسة، نظرت أساسا إلى فرنسا لنماذج أيديولوجية أكثر علمانية. إلا أن بن باديس يعتقد أن «الإسلام ديننا، العربية لغتنا، الجزائر وطننا». ذهب عباس إلى حد تلخيص فلسفة الاندماج الليبرالي في معارضة مزاعم القوميين من خلال حرمان الجزائر في عام 1936 من هوية منفصلة. غير أن بن باديس أجاب بأنه كان أيضا قد نظر إلى الماضي، ووجد أن «هذه الدولة الجزائرية ليست فرنسا، ولا يمكن أن تكون فرنسا، ولا تريد أن تكون فرنسا... [ولكن] لديها ثقافتها وتقاليدها وخصائصها، جيدة أو سيئة، مثل كل دولة أخرى من الأرض.» كان يعارض الحكم الاستعماري الفرنسي.
رفض الاستعمار، من جانبه، أي تحرك نحو الإصلاح، سواء أكانت تحرض عليه المنظمات الاندماجية أو القومية. تم تقسيم رد الفعل في باريس للقوميين. في الثلاثينيات من القرن العشرين، لم ير الليبراليون الفرنسيون إلا قناة إيفولويز كقناة محتملة لنشر السلطة السياسية في الجزائر، مما أدى إلى تشويه سمالي حاج ل ديماغوغري وأوما لظاهرية دينية. غير أن الحكومة الفرنسية واجهت، في جميع الأوقات، التعنت المتآلف لقادة الجماعة الأوروبية في الجزائر في معارضة أي تفويض للسلطة للمسلمين، حتى في الأساس للمفردين الفرنسيين. وكان لدى الكولونين أيضا حلفاء قويون في الجمعية الوطنية الفرنسية والبيروقراطية والقوات المسلحة ومجتمع الأعمال، وتم تعزيزهم في مقاومتهم من خلال سيطرتهم الكاملة تقريبا على الإدارة والشرطة الجزائرية.

### خطة فيوليت
وقد أدت الأزمات الاجتماعية والسياسية والاقتصادية المتصاعدة في الجزائر لأول مرة إلى إثارة الفصول القديمة والناشئة حديثا من المجتمع الأصلي للانخراط في الفترة من 1933 إلى 1936 في العديد من أعمال الاحتجاج السياسي. وردت الحكومة بقوانين أكثر تقييدا تنظم النظام العام والأمن. في عام 1936، أصبح الاشتراكية الفرنسية ليون بلوم رئيسا للوزراء في حكومة الجبهة الشعبية وعين موريس فيوليت وزير الدولة. العلماء وفي يونيو 1936 نجم ميسالي، مستشعرا موقف جديد في باريس التي من شأنها أن تؤيد جدول أعمالهم، انضمت بحذر مع الاتحاد.
اجتمع ممثلون عن هذه المجموعات وأعضاء الحزب الشيوعي الجزائري في الجزائر العاصمة عام 1936 في أول مؤتمر مسلم جزائري. وقد وضع المؤتمر ميثاقا شاملا للمطالبة بإلغاء القوانين التي تسمح بفرض نظام الاستثناء والاندماج السياسي للجزائر وفرنسا والحفاظ على الوضع القانوني الشخصي للمسلمين الذين يكتسبون الجنسية الفرنسية والاندماج بين التعليم الأوروبي والإسلامي وأنظمة في الجزائر، وحرية استخدام اللغة العربية في التعليم والصحافة، والأجور المتساوية للعمل المتساوي، وإصلاح الأراضي، وإنشاء كلية انتخابية واحدة، والاقتراع العام.
أعطى بلوم وفيوليت استقبالا حارا لوفد من الكونغرس في باريس وأشار إلى أن العديد من مطالبهم يمكن أن تتحقق. وفي الوقت نفسه، وضع فيولتى اقتراح لحكومة بلوم لتوسيع الجنسية الفرنسية بمساواة سياسية كاملة مع فئات معينة من «النخبة» المسلمين، بمن فيهم خريجو الجامعات والمسؤولون المنتخبون وضباط الجيش والمهنيين. رأى مسالي حاج في خطة فيوليت «أداة استعمار جديدة... لتقسيم الشعب الجزائري من خلال فصل النخبة عن الجماهير». وقد أشاد الاقتراح بمكونات المؤتمر - العلماء، الاتحاد الدولي للشيخوخة، والشيوعيين، وأعطاه تدابير متفاوتة للدعم. واعتبر محمد بنجلول وعباس، المتحدثين باسم «إيفولويز»، الذين سيحظون بأكبر قدر من المكاسب من هذا الإجراء، أن هذه الخطة خطوة كبيرة نحو تحقيق أهدافهم ومضاعفة جهودهم من خلال الاتحاد البرلماني الدولي الليبرالي للحصول على دعم واسع لسياسة التكامل الجزائري مع فرنسا. ولكن بشكل غير متوقع، استولت الكولون على استثناء بلوم-فيوليت. وعلى الرغم من ان المشروع كان من شأنه منح الجنسية الفرنسية المباشرة وحقوق التصويت لحوالى 21 الف مسلم فقط، مع إضافة بضعة الاف أخرى كل عام، اثار المتحدثون باسم الكولونيل شبح اغلبية الناخبين الاوروبيين الذين غمرتهم اغلبية مسلمة. وألقى مسؤولو القولون ومؤيدوهم عقبات إجرائية في مسار التشريع، وأعطت الحكومة الدعم الفاتر فقط، مما أدى إلى فشلها النهائي.
في حين كانت خطة فيوليت لا تزال قضية حية، ومع ذلك، جعلت مسالي الحاج عودة دراماتيكية إلى الجزائر وحقق نجاحا كبيرا المحلي في جذب الناس إلى النجم. وكانت علامة نجاحه حقيقة أن الحكومة في عام 1937 حلت النجم. وفي العام نفسه، شكل مسالي حاج اتفاقية شراء الطاقة، التي كان لها برنامج أكثر اعتدالا، ولكن تم القبض عليه وغيره من قادة حزب الشعب الباكستاني بعد مظاهرة كبيرة في الجزائر العاصمة. وعلى الرغم من أن مسالي حاج قضى سنوات عديدة في السجن، إلا أن حزبه كان يحظى بدعم واسع النطاق من جميع جماعات المعارضة حتى تم حظره في عام 1939.
وخيبة الأمل بسبب فشل خطة فيوليت للفوز بالقبول في باريس، تحول عباس من موقف لصالح استيعاب ال إيفولويس والاندماج الكامل مع فرنسا للدعوة إلى تطوير الجزائر المسلمة في ارتباط وثيق مع فرنسا ولكن الإبقاء على «علمها الفسيولوجي ، لغتها، عاداتها وتقاليدها». وكان هدفه الأكثر إلحاحا المساواة السياسية والاجتماعية والاقتصادية الأكبر للمسلمين مع القولون. بحلول عام 1938 بدأ التعاون بين الأطراف التي شكلت المؤتمر في التفكك.

## الاستقطاب والتسييس
تجمع المسلمون الجزائريون إلى الجانب الفرنسي في بداية الحرب العالمية الثانية كما فعلوا في الحرب العالمية الأولى و ذلك بسبب وعود قطعتها فرنسا على نفسها للجزائريين حيث وعدتهم بالإستقلال في حالة ما حاربوا من أجلها في الحربين العالميتين لكن كالعادة لا وعود و عهود للمستعمر الأوروبي الأبيض. هزيمة ألمانيا النازية السريعة لفرنسا، وإنشاء نظام فيشي المتعاون، الذي كانت الكولونات متعاطفة عموما، وليس إلا أنها زادت من الصعوبات التي يواجهها المسلمون ولكنها شكلت أيضا تهديدا مشؤوما لليهود في الجزائر. وقد طبقت الإدارة الجزائرية بقوة القوانين المعادية للسامية التي فرضتها فيشي، والتي جردت اليهود الجزائريين من جنسيتهم الفرنسية. وقد ألقي القبض على زعماء المعارضة المحتملين في كل من المجتمعات الأوروبية والمسلمة.
وقد قامت قوات بريطانية وأمريكية بتركيب قوات التحالف في الجزائر العاصمة ووهران في 8 نوفمبر 1942 بالتنسيق مع عمليات الهبوط في المغرب. وكجزء من عملية الشعلة تحت القيادة العامة للجنرال دوايت د. إيزنهاور، تم تأمين الجزائر العاصمة وهران بعد يومين بعد مقاومة مصممة من قبل المدافعين الفرنسيين. في 11 تشرين الثاني / نوفمبر، أمر الأدميرال فرانسوا دارلان، القائد العام لقوات فيشي الفرنسية بوقف إطلاق النار في شمال أفريقيا. وقد وفرت الجزائر قاعدة لحملة الحلفاء اللاحقة في تونس. وتجمع المسلمون الجزائريون إلى الجانب الفرنسي في بداية الحرب العالمية الثانية كما فعلوا في الحرب العالمية الأولى. هزيمة ألمانيا النازية السريعة لفرنسا، ومع ذلك، نظام فيشي، الذي كانت الكولونات متعاطفة عموما، ليس فقط زيادة الصعوبات من المسلمين ولكن أيضا يشكل تهديدا مشؤوما لليهود في الجزائر. وقد طبقت الإدارة الجزائرية بقوة القوانين المعادية للسامية التي فرضتها فيشي، والتي جردت اليهود الجزائريين من جنسيتهم الفرنسية. وقد ألقي القبض على زعماء المعارضة المحتملين في كل من المجتمعات الأوروبية والمسلمة.
وقد قامت قوات بريطانية وأمريكية بتركيب قوات التحالف في الجزائر العاصمة وهران في 8 نوفمبر 1942 بالتنسيق مع عمليات الهبوط في المغرب. وكجزء من عملية الشعلة تحت القيادة العامة للجنرال دوايت د. إيزنهاور، تم تأمين الجزائر العاصمة وهران بعد يومين بعد مقاومة مصممة من قبل المدافعين الفرنسيين. في 11 تشرين الثاني / نوفمبر، أمر الأدميرال فرانسوا دارلان، القائد العام لقوات فيشي الفرنسية بوقف إطلاق النار في شمال أفريقيا. وفرت الجزائر قاعدة لحملة الحلفاء اللاحقة في تونس.
بعد سقوط نظام فيشي في الجزائر، أزال الجنرال هنري جيرود، القائد العام الفرنسي الحر في شمال أفريقيا، ببطء قوانين فيشي القمعية على الرغم من معارضة المتطرفين القولون. كما دعا السكان المسلمين إلى تزويد القوات بمجهود الحرب المتحالف. ورد فرحات عباس و 24 من قادة المسلمين الآخرين بأن الجزائريين مستعدون للقتال مع الحلفاء في تحرير وطنهم، وطالبوا بحق الدعوة إلى مؤتمر للممثلين المسلمين لتطوير مؤسسات سياسية واقتصادية واجتماعية للسكان الأصليين «الإطار الفرنسي أساسا». ورفض جيرو الذي نجح في جمع جيش من 250 الف رجل للقتال في الحملة الايطالية النظر في هذا الاقتراح موضحا ان «السياسة» يجب ان تنتظر حتى نهاية الحرب.
في آذار / مارس 1943، قدم عباس، الذي تخلى عن الاستيعاب كبديل قابل للحياة لتقرير المصير، الإدارة الفرنسية مع بيان الشعب الجزائري، الذي وقعه ستة وخمسون من الزعماء الوطنيين والقوميين الجزائريين. وتطرق البيان إلى المشاكل السابقة والحالية المتصورة للحكم الاستعماري، وطالب على وجه التحديد بدستور جزائري يضمن المشاركة السياسية الفورية والفعالة والمساواة القانونية للمسلمين. ودعا إلى الإصلاح الزراعي والاعتراف باللغة العربية كلغة رسمية على قدم المساواة مع الفرنسية والاعتراف بمجموعة كاملة من الحريات المدنية وإطلاق سراح السجناء السياسيين من جميع الأطراف.
وأنشأ الحاكم الفرنسي لجنة تتألف من مسلمين وأوروبيين بارزين لدراسة البيان. وأصدرت هذه اللجنة برنامجا تكميليا للإصلاح، أحيل إلى الجنرال شارل ديغول، زعيم الحركة الفرنسية الحرة. اعتبر ديغول وحاكمه المعين حديثا في الجزائر الجنرال جورج كاترو، وهو ليبرالي معترف به، البيان دليلا على ضرورة تطوير علاقة متبادلة المنفعة بين المجتمعات الأوروبية والمسلمة. وقيل ان كاتروز صدم من «روح المعنوية للمحافظة الاجتماعية» من الكولون، لكنه لم يعتبر البيان اساسا مرضيا للتعاون لانه شعر انه سيغمر الاقلية الاوربية في دولة اسلامية. بدلا من ذلك، وضعت الإدارة الفرنسية في عام 1944 حزمة إصلاح، استنادا إلى خطة 1914 فيوليت، التي منحت الجنسية الفرنسية الكاملة لفئات معينة من «الجدارة» الجزائريين المسلمين والضباط العسكريين وزينت قدامى المحاربين وخريجي الجامعات والمسؤولين الحكوميين، وأعضاء من الفيلق الشرف - الذي يبلغ عددهم حوالي 60,000.
وهناك عامل جديد يؤثر على رد فعل المسلمين على إعادة إدخال خطة فيوليت - التي كان حتى العديد من المعتدلين قد رفضت بأنها غير كافية - كان التحول في موقف عباس من دعم الاندماج في الطلب على دولة مستقلة متماسكة مع فرنسا. وحصل عباس على دعم من جمعية أوما وشكل أصدقاء البيان والحرية للعمل من أجل الاستقلال الذاتي الجزائري مع حقوق متساوية لكل من الأوروبيين والمسلمين. وفي غضون فترة وجيزة، ادعت صحيفة «إغاليتي» في مكافحة غسل الأموال 500 ألف مشترك، مما يشير إلى اهتمام غير مسبوق بالاستقلال. وبحلول ذلك الوقت، كان أكثر من 350,000 مسلم جزائري (من أصل مجموع المسلمين الجزائريين البالغ عددهم تسعة ملايين) يعملون في فرنسا لدعم أقاربهم في الجزائر، كما عمل آلاف آخرون في المدن. ورفض مسالي واتفاق السلام الفلسطيني أي شيء دون الاستقلال.
وازدادت الاضطرابات الاجتماعية في شتاء عام 1944-45، ويعود السبب في ذلك جزئيا إلى ضعف محصول القمح، ونقص السلع المصنعة، والبطالة الشديدة. وفي يوم أيار / مايو، نظمت السلطة السرية مظاهرات في 21 مدينة في جميع أنحاء البلاد، حيث طالب المتظاهرون بحرية مسالي حاج واستقلال الجزائر. وقد اندلع العنف في بعض المواقع، بما في ذلك الجزائر وهران، مما أسفر عن إصابة العديد من الجرحى و 3 قتلى.
وكان القادة الوطنيون يحلون بمناسبة التحرك من أوروبا مع المظاهرات التي تدعو إلى تحريرهم، وكان من الواضح أن الاشتباك مع السلطات كان وشيكا. انفجرت التوترات بين المجتمعات المسلمة والقولونية في 8 مايو 1945، يوم V-E، في موجة من العنف من أجل جعل استقطابها كامل، إن لم يكن لا يمكن إصلاحه. وكانت الشرطة قالت للمنظمين المحليين انهم لا يستطيعون مسيرة في سطيف الا إذا لم يعرضوا اعلاما وطنية أو لافتات. وتجاهلوا التحذيرات، وبدأت المسيرة، وأسفر إطلاق النار عن مقتل عدد من رجال الشرطة والمتظاهرين. وقد اشتعلت المارة، مما أدى إلى مقتل 103 أوروبيين. وانتشرت كلمة إلى الريف، وهاجم القرويون المستوطنات القولونية والمباني الحكومية.
أجاب الجيش والشرطة عن طريق إجراء تصديق مطول ومنهجي (حرفيا، الاستيلاء على) من مراكز الاشتباه في الاشتباه. وبالإضافة إلى ذلك، هاجمت الطائرات والسفن العسكرية مراكز السكان المسلمين. ووفقا للأرقام الرسمية الفرنسية، توفي 500 1 مسلم نتيجة لهذه التدابير المضادة. وتتراوح تقديرات أخرى من 6000 إلى 45,000 قتيل.
وفي أعقاب أعمال العنف التي وقعت في سطيف، تم حظر مكافحة غسل الأموال، وتم اعتقال 460 5 مسلما، بمن فيهم عباس والعديد من أعضاء السلطة. واعرب عباس عن استيائه من الانتفاضة الا انه اتهم ان القمع الذي قام به في الجزائر أصبح «يعود إلى أيام الحروب الصليبية». في نيسان / أبريل 1946، أكد عباس مرة أخرى مطالب البيان وأسس الاتحاد الديمقراطي للبيان الجزائري (الاتحاد الديمقراطي للجبهة الجزائرية)، ودعا أودما عباس إلى الجزائر حرة علمانية وجمهوريية اتحادية فضفاضة مع فرنسا، فقد عاد مسالي حاج إلى الجزائر وشكل حركة انتصار الحريات الديموقراطية، التي سرعان ما استقطبت مؤيدي قطاع عريض من المجتمع، والتزمت باستقلال لا لبس فيه ، اعترض متلد بشدة على اقتراح عباس للاتحاد، ولكن بعض أعضاء سابقين في اتفاق السلام الشامل مقتنعون بأن الاستقلال لا يمكن الحصول عليه إلا بالوسائل العسكرية، واستمر في العمل سرا والحفاظ على الخلايا في جبال أوريس وكابيلي مع الحفاظ على العضوية في متلد في عام 1947، وشكلت (المنظمة سبيسيال، أوس) تعمل بشكل فضفاض داخل متلد بقيادة حسين آيت أحمد، وكان هدفهم للقيام بعمليات إرهابية منذ أن قامت السلطات الاستعمارية بقمع الاحتجاج السياسي عن طريق القنوات القانونية. وكان أحمد بن بيلا، أحد القادة الوطنيين الجزائريين في وقت مبكر، خلفه آيت أحمد في وقت لاحق.
وافقت الجمعية الوطنية على النظام الأساسي الجزائري المقترح من الجزائر في أغسطس 1947. دعا هذا القانون إلى إنشاء جمعية جزائرية مع بيت واحد يمثل الأوروبيين والمسلمين «الجديرين»، والآخر يمثل ما تبقى من أكثر من 8 ملايين مسلم. كما حل النظام الأساسي محل البلديات المختلطة مع المجالس المحلية المنتخبة، وألغى الحكومة العسكرية في الصحراء الجزائرية، واعترف باللغة العربية كلغة رسمية بالفرنسية، واقترح إنجاب المرأة المسلمة. وقد امتنع النواب المسلمون والقولون على حد سواء عن التصويت أو صوتوا ضد النظام الأساسي، ولكن لأسباب متعارضة تماما: المسلمين لأنهم لم يلبوا توقعاتهم والقولون لأنه ذهب بعيدا جدا.
وكان الانتصار الكاسح لمتدلد حاج مسالي حاج في الانتخابات البلدية عام 1947 يخيف الكولون، الذي حاول قادته السياسيون، من خلال الاحتيال والتخويف، الحصول على نتيجة مواتية لهم في أول تصويت للجمعية الجزائرية في العام التالي. أصبح مصطلح élection ألجيريان مرادفا للانتخابات المزورة. وقد سمح ل متلد تسعة مقاعد، وأودما أعطيت عباس ثمانية، وحصلت على موافقة الحكومة «المستقلين» خمسة وخمسين مقعدا. وقد تكون هذه النتائج قد طمأنت بعض النقطتين إلى أن القوميين رفضوا من قبل الجالية المسلمة، ولكن الانتخابات اقترحت لكثير من المسلمين أن الحل السلمي لمشاكل الجزائر لم يكن ممكنا.
وفي الدورة الأولى للجمعية الجزائرية التي كان يسيطر عليها الكولون، تم اعتقال مندوب متلدد على الباب، مما دفع بالممثلين المسلمين الآخرين إلى الخروج احتجاجا. ورفض طلب عباس الحصول على الكلمة. وقد أحبطت الأحزاب الوطنية، التي أحبطتها هذه الأحداث، التي انضمت إليها سلطة الائتلاف المؤقتة، جبهة سياسية مشتركة تعهدت بإلغاء نتائج الانتخابات. حاول الاشتراكيون والمعتدلون الفرنسيون الشروع في تحقيق رسمي في تقارير تزوير التصويت ولكن منعهم من القيام بذلك من قبل المندوبين الأوروبيين في الجمعية، الذين أقنعوا الحاكم العام بأن تحقيقا من شأنه أن يزعج السلام. وقد خضعت الانتخابات الجديدة في عام 1951 لنفس النوع من التزوير الذي اتسمت به انتخابات عام 1948.
في عام 1952 أدت المظاهرات المناهضة للفرنسيين التي عجل بها نظام التشغيل إلى اعتقال مسيلي حاج وترحيله إلى فرنسا. وأدت الانقسامات الداخلية والهجمات التي شنتها السلطات إلى إضعاف متلد، مما أدى إلى استنزاف طاقاتها. استغل المتطرفون القولون كل فرصة لإقناع الحكومة الفرنسية بالحاجة إلى اتخاذ تدابير صارمة ضد حركة الاستقلال الناشئة.

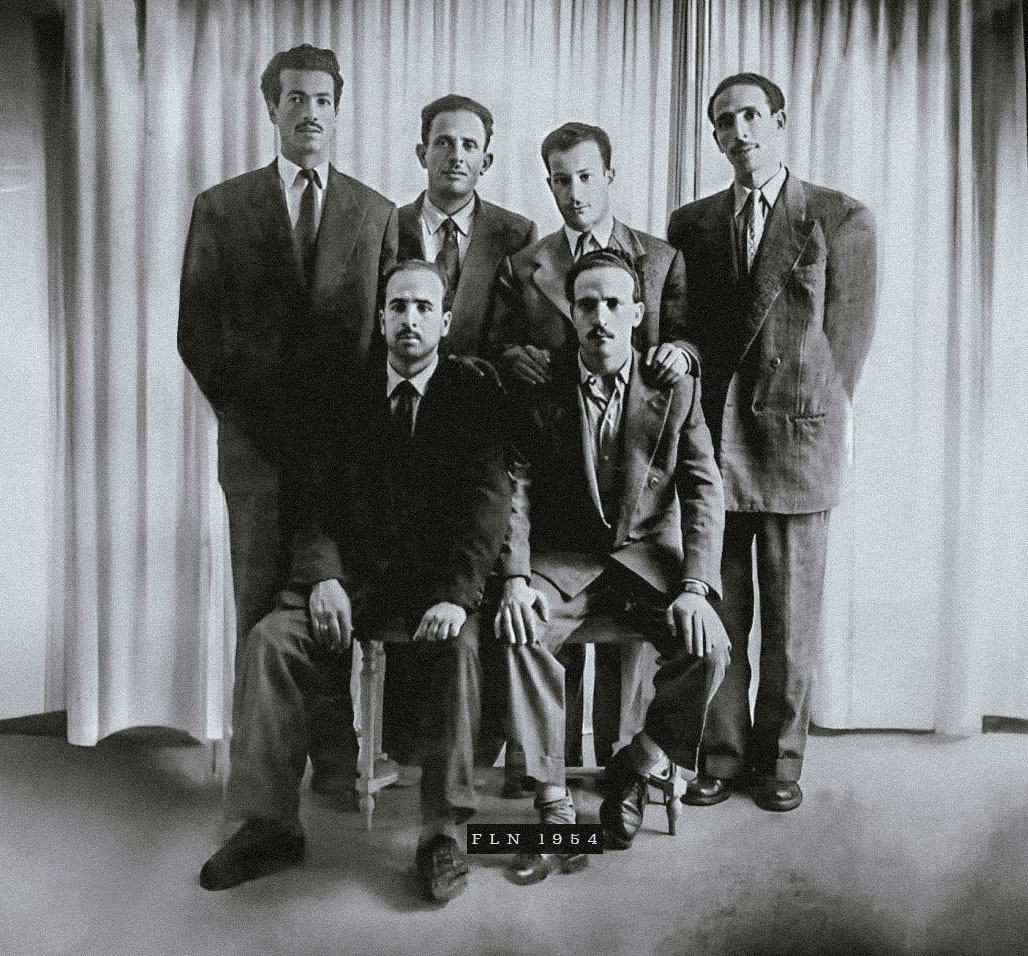
االقادة الستة التاريخيون

أنشأ بن بيلا لجنة عمل تحت الأرض جديدة لتحل محل نظام التشغيل، الذي تم كسره من قبل الشرطة الفرنسية في عام 1950. المجموعة الجديدة، اللجنة الثورية للوحدة والعمل (لجنة ريفولوتيونير دي أونيت إت أكتيون، كروا) وكان مقرها في القاهرة، حيث هرب بن بيلا في عام 1952. يعرف باسم رؤساء الطهاة (الزعماء التاريخيين)، تسعة قادة الأصلي للمجموعة - حسين آيت أحمد، ومحمد بودياف، بلقاسم كريم، رباح بيتات، العربي بن مهيدي، مراد ديدوش ، ومصطفى بن بولعيد، ومحمد خضر، وبن بيلا - كانوا من قادة حرب الاستقلال الجزائرية.
وفي الفترة ما بين آذار / مارس وتشرين الأول / أكتوبر 1954، نظمت الرابطة شبكة عسكرية في الجزائر تتألف من ست مناطق عسكرية (يشار إليها في ذلك الوقت بالولاية؛ والوحيدة: ولاية). وأصبح قادة هذه المناطق وأتباعهم يعرفون باسم «الداخلية». بن بلة، خضر، وآيت أحمد شكل الوفد الخارجي في القاهرة. وشجع الرئيس المصري جمال عبد الناصر (1954-1971) على أن يكون دورهم هو الحصول على دعم أجنبي للتمرد والحصول على الأسلحة والإمدادات والأموال لقادة الولاية. وفي تشرين الأول / أكتوبر، أعادت الرابطة تسمية جبهة التحرير الوطني (الجبهة الوطنية للتحرير، جبهة التحرير الوطني) التي تولت المسؤولية عن الاتجاه السياسي للثورة. كان جيش التحرير الوطنى (الذراع الوطنى للتحرير الوطني)، الذراع العسكرى للجبهة الوطنية لتحرير فلادينا، هو إجراء حرب الاستقلال داخل الجزائر.

## اقرأ أيضا
- جزأرة
- قومية قبايلية